# Universidad de Altdorf

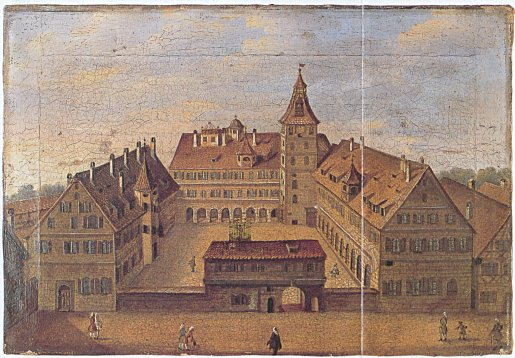
La Universidad de Altdorf en 1714

La Universidad de Altdorf (en alemán: Universität Altdorf) fue fundada el 29 de junio de 1575, recibiendo privilegios de universidad el 3 de octubre de 1622. Fue clausurada el 24 de septiembre de 1809 por el emperador Maximiliano I de Baviera.

## Historia
En mayo de 1526, con la participación de incontables humanistas y reformadores de renombre, incluyendo a Felipe Melanchthon y Martín Lutero, fue fundado el Gimnasium de San Egidio, en Núremberg, donde Joachim Camerarius sería más tarde su rector, en 1565. El 30 de septiembre de 1571 fue colocada una primera piedra, dando inicio a la construcción del edificio de la facultad, financiado por ricos patricios de la ciudad. Tras cuatro años, la inauguración tuvo lugar el 29 de junio de 1575.
Durante el periodo de 1614-1617 Altdorf se hizo centro del Socinianismo en Alemania. Estimulados por las conexiones de unitarianos alemanes con la Academia Racoviana en Polonia, socinianos alemanes y polacos intentaron establecer en Altdorf una academia similar. Entre los estudiantes socinianos famosos encontramos al teólogo polaco Samuel Przypkowski (1592-1670). Se matriculó como alumno el 22 de marzo de 1614, tres semanas después del poeta escocés Thomas Seget (1569-1627), pero fue expulsado de Altdorf en 1616.  Había amplias sospechas de cripto-socinianismo dentro del cuadro estudantil. En enero de 1617, el síndico Jacob Weigel trajo de vuelta a dos estudiantes para Altdorf: Joachim Peuschel y Johann Vogel, y el colegio los obligó a hacer una abjuración pública. Esta renuncia fue contestada por Valentinus Smalcius (1572-1622), uno de los profesores alemanes de la Academia de Raków, en Polonia.

## Personas que estudiaron en la Universidad de Altdorf
- Hugo Donellus (1527-1591) jurista.
- Edo Hildericus (1533-1599), profesor de hebraico y primer rector de la academia.
- Obertus Giphanius (1534–1604), profesor de derecho.
- Johannes Praetorius (1537–1616), matemático y astrónomo.
- Petrus Wesenbeck (1546-1603) jurista.
- Nicolaus Taurellus (1547–1606), rector y profesor de retórica, ética y medicina.
- Konrad Rittershausen (1560-1613), jurista.
- Scipione Gentili (1563-1616), profesor de derecho.
- Ludwig Jungermann (1572-1652), jurista.
- Melchior Goldast (1578-1635), filólogo clásico.
- Tobias Adami (1581-1643), filósofo.
- Albrecht von Waldstein (1583-1634), militar.
- Christoph Crinesius (1584–1629), orientalista.
- Daniel Schwenter (1585-1636), matemático y filósofo.
- Johannes Fischer (1590-1659), jurista.
- Petrus Saxonius (1591-1625), profesor de matemática.
- Georg Nößlea (1591-1660), médico.
- Johannes Limnäus (1592-1665), jurista.
- Abdias Trew (1597-1669) matemático y astrónomo.
- Johann Michael Dilherr (1604-1669), profesor de historia y teología.
- Ernst Soner (1607–1608), rector y profesor de medicina.
- Georg Philipp Harsdörffer (1607-1658), poeta y traductor.
- Johann Georg Volckamer (1616-1693), médico y naturalista.
- Moritz Hofmann (1622–1698), médico
- Johann Adam Schertzer (1628–1683), teólogo luterano
- Johann Christoph Wagenseil (1633-1705), historiador, jurista y orientalista
- Johann Christoph Sturm (1635-1703), físico y matemático
- Wolfgang Gundling (1637–1689) teólogo luterano
- Johannes Saubert, el Joven (1638-1688) orientalista y teólogo luterano
- Heinrich Arnold Stockfleth (1643-1708) teólogo y poeta
- Magnus Daniel Omeis (1646-1708) profesor de retórica, poesía y moral
- Gottfried Wilhelm Leibniz (1646-1716) filósofo
- Johann Pachelbel (1653–1706) compositor y organista
- Christoph Fürer von Haimendorf (1663-1732) literato, poeta y traductor.
- Leonhard Christoph Sturm (1669-1719), teólogo, arquitecto y escultor.
- Nikolaus Hieronymus Gundling (1671-1729), jurista.
- Gustav Georg Zeltner (1672-1738), teólogo.
- Jacob Paul von Gundling (1673-1731), historiador.
- Johann Gabriel Doppelmayr (1677-1750), astrónomo alemán.
- Johann Jakob Baier (1677-1735), médico e historiador.
- Lorenz Heister (1683-1758), médico y botánico.
- Johann David Köhler (1684-1755), bibliotecario y numismata.
- Johann Heinrich Schulze (1687-1744), médico, filólogo y numismata.
- Christoph Jacob Trew (1694-1769), médico y botánico.
- Christian Heinrich Freiesleben (1696–1741), jurista y profesor.
- Johann Heumann von Teutschenbrunn (1711-1760), profesor de derecho.
- Andreas Würfel (1718–1769), erudito e historiador.
- Georg Andreas Will (1727-1798), historiador y filósofo.
- Johann Christoph Gatterer (1727-1799), historiador y profesor de la Universidad de Gotinga.
- Johann August Nösselt (1734-1807), teólogo evangélico.
- Konrad Mannert (1756-1834), historiador y geógrafo.
- Johann Philipp Siebenkees (1759-1796), profesor de filosofía.
- Johann Gottfried Pahl (1768-1839), erudito, historiador y publicista.